# Ambrož pod Krvavcem
Ambrož pod Krvavcem je naselje u slovenskoj Općini Cerklju na Gorenjskem. Ambrož pod Krvavcem se nalazi u pokrajini Gorenjskoj i statističkoj regiji Gorenjskoj. 

## Stanovništvo
Prema popisu stanovništva iz 2002. godine naselje je imalo 74 stanovnika.